# Täglich Alles
täglich Alles war eine österreichische Boulevardzeitung. Sie wurde am 5. April 1992 von Kurt Falk gegründet und war vom Start weg – hinter der Kronen Zeitung – die Tageszeitung mit der zweitgrößten Druckauflage/Verkaufszahl in Österreich. Aufgrund sinkender Verkaufszahlen und der zunehmenden Konkurrenz durch das Internet wurde die Zeitung mit 12. August 2000 eingestellt.

## Konzept und Marketing
Nach Eigendefinition war täglich Alles „kritisch gegenüber den Mächtigen, hilfreich den Schwachen, den Tatsachen verpflichtet“. Die Berichterstattung erfolgte in einem boulevardesken Stil, der auch von der direkten Konkurrenz zur Kronen Zeitung von Falks ehemaligem Geschäftspartner Hans Dichand geprägt war. Die Gründung der neuen Boulevardzeitung wurde von Beobachtern nicht zuletzt als Rachefeldzug Falks gegen Dichand betrachtet; 1987 war Falk aus der Kronen-Zeitung herausgedrängt worden und hatte seinen Anteil am Unternehmen verkauft. Die Berichterstattung konzentrierte sich auf die Bereiche Sport und Chronik sowie Service-Seiten und Kolumnen. Zu den prominenten Kolumnisten zählten u. a. Christine Nöstlinger und Eva Deissen. Um die Verkaufszahlen zu steigern, setzte man häufig Aktionen wie Gewinnspiele, Büchergeschenke etc. ein.
täglich Alles wurde im Druckzentrum „Arche Noah“ in Wien-Floridsdorf im kombinierten Tiefdruck-Verfahren mit sogenanntem Flexodruck hergestellt. Die Zeitung wurde durchgehend in Farbe gedruckt, was auf dem österreichischen Tageszeitungsmarkt damals ein Novum war. Der geringe Verkaufspreis sollte das Blatt für breite Bevölkerungsschichten attraktiv machen. Anfangs wurde das Blatt zum Preis von drei Schilling verkauft (0,22 €), durch die aufwändige Herstellung der durchschnittlich 40 bis 60 Seiten umfassenden Zeitung musste er jedoch bald angepasst werden. Zuletzt betrug der Verkaufspreis sieben Schilling (0,51 €). Angeblich aus Sorge um die redaktionelle Unabhängigkeit beantragte man während der gesamten Zeit des Erscheinens keine Presseförderung durch den österreichischen Staat.

## Geschichte
Der Start des Boulevardblattes wurde ab 1990 vorbereitet; im Frühjahr 1992 begann eine Werbekampagne, die das Blatt bekannt machen sollte. Unter anderem wurden Giraffenköpfe auf die Zeitungstaschen gesteckt, Werbekupons und Gratisexemplare versendet und verschiedene Werbeartikel verteilt. Die Startauflage betrug 60.000 Exemplare nur für Wien und Umgebung. Ab Herbst 1992 erschien die Zeitung in ganz Österreich mit einer projektierten Auflage von 650.000 Stück. Die Schlagzeile der ersten Ausgabe lautete „So giftig sind unsere Stadt-Spielplätze“. Laut Medien-Analyse erreichte täglich Alles Ende 1993 eine Reichweite von 16,9 Prozent und nahm somit den zweiten Platz unter den österreichischen Tageszeitungen ein.
Als einziges österreichisches Medium von nationaler Bedeutung lehnte die Zeitung den Beitritt Österreichs zur EU ab und führte im Vorfeld der Volksabstimmung vom 12. Juni 1994 eine aggressive Anti-EU-Kampagne, konnte sich damit jedoch nicht durchsetzen.
Wegen interner Konflikte und strategischer Unstimmigkeiten kam es auch während der wirtschaftlich erfolgreichsten Phase des Blattes zu einem ständigen Wechsel in der Chefredaktion. Die provokante Berichterstattung wurde unter dem Einfluss zweier ehemaliger Chefredakteure der Bild-Zeitung, Hans-Hermann Tiedje und Peter Bartels, fortgesetzt und verstärkt, eine Schlagzeile aus dieser Zeit lautete „Schweinchen Babe ist tot - Sie haben einfach Wiener Schnitzel aus ihm gemacht“. Häufig war Bundespräsident Thomas Klestil das Ziel der Boulevardberichterstattung. Zu einem Skandal führte die Headline „Klestil, wann gibst du die Löffler ab?“. Im Jahr 1996 berichtete tägliches Alles in einer Titelgeschichte über eine angebliche AIDS-Erkrankung des Bundespräsidenten. Klestil, der zu dieser Zeit an einer Bindegewebserkrankung litt und zeitweilig in künstlichen Tiefschlaf versetzt worden war, klagte gegen das Blatt. Die Redaktion musste sich entschuldigen und eine Geldstrafe von einer Million Schilling (72.000 Euro) leisten, die Klestil zur Unterstützung behinderter Kinder an die Lebenshilfe spendete. 1997 kehrte Michael Kröll, einer der Gründungschefredakteure, wieder in diese Funktion zurück. Zuletzt war Achim Schneyder verantwortlicher Redakteur.
Ein nachhaltiger Erfolg von täglich Alles scheiterte nicht zuletzt an der kompromisslosen Haltung des Eigentümers und Herausgebers Falk, die zu Konflikten mit Anzeigekunden, Mitarbeitern und den österreichischen Druckereien führten. Ende 1999 lag die Reichweite nur noch bei 9,2 Prozent, was den fünften Platz unter Österreichs Tageszeitungen bedeutete.
Ab August 2000 erschien die Zeitung nur noch im Internet, im Jahr 2001 wurde sie endgültig eingestellt. Den Grund, täglich Alles nur noch im Internet anzubieten, erklärte die Redaktion auf dem Titelblatt der letzten Print-Ausgabe folgendermaßen: „Wir halten nichts davon, auf einer teuren Papier-Zeitung die Nachrichten von gestern mit dem Datum von heute zu verkaufen“. Im ersten Quartal des Jahres 2000 betrug die Reichweite bundesweit noch 8,7 Prozent. Falk zog sich zurück, nachdem er Verkaufsangebote der Mediaprint und der Styria Medien AG abgelehnt hatte.
Im selben Verlag und in ähnlicher Aufmachung erscheint bereits seit 1985 die Wochenzeitung Die ganze Woche.

## Trivia
Die Zeitung wurde von Österreichs Kabarettisten parodiert. Das Kabarett Brennesseln widmete ihr 1992 das Programm Kläglich alles.
Im Film Muttertag – Die härtere Komödie ist das fiktive Boulevardblatt die bunte Wahrheit der Zeitung nachempfunden.